# Júlia Kubitschek
Júlia Coelho Kubitschek de Oliveira (Diamantina, 23 de Março de 1873 - Belo Horizonte, 1 de maio de 1971) foi uma professora brasileira e mãe do presidente Juscelino Kubitschek.
Teve como pais Augusto Elias Kubitschek e Maria Joaquina Coelho Kubitschek. Nascida em Minas Gerais no ano de 1873, morreu no mesmo estado em 1971. Casou-se em 1898, aos 25 anos, com João César de Oliveira com quem teve três filhos: Eufrosina Kubitschek de Oliveira, em 1900, Maria da Conceição Kubitschek de Oliveira em 1901 e, já citado, Juscelino Kubitschek de Oliveira em 1902.
Apelidada carinhosamente por familiares como Dona Naná, possuía ascendência tcheca (Era neta de um marceneiro tcheco nascido na Boêmia chamado Jan Nepomucký Kubitschek, que chegou ao Brasil por volta de 1831, o ano em que Dom Pedro I abdicou do trono).
Foi professora primária em Diamantina por muitos anos. Em 1905 ficou viúva de João César de Oliveira e teve que criar sozinha seus dois filhos mais novos, já que a primeira filha, Eufrosina, morreu ainda bebê. Com a morte do marido, Júlia Kubitschek se mudou para uma casa no interior onde ela e suas crianças viveriam por onze anos. A residência da família abriga hoje o museu Casa de Juscelino.
Em sua homenagem, seu nome foi dado a um bairro do município de Coronel Fabriciano, a uma das principais avenidas do centro da cidade de Cabo Frio e a um hospital na cidade de Belo Horizonte.